# Альконада-де-Мадеруело
Альконада-де-Мадеруело (ісп. Alconada de Maderuelo) — муніципалітет в Іспанії, у складі автономної спільноти Кастилія-і-Леон, у провінції Сеговія. Населення — 37 осіб (2010).
Муніципалітет розташований на відстані близько 120 км на північ від Мадрида, 75 км на північний схід від Сеговії.
На території муніципалітету розташовані такі населені пункти: (дані про населення за 2010 рік)
- Альконада-де-Мадеруело: 28 осіб
- Альконаділья: 9 осіб

## Демографія
Динаміка населення (INE ):